# اومایان
اومایان (نام علمی: Ommatidae) نام یک خانواده از زیرراسته باستان‌سوسکان است.